# Лин (окръг, Канзас)
Вижте пояснителната страница за други значения на Лин.
Окръг Лин (на английски: Linn County) е окръг в щата Канзас, Съединени американски щати. Площта му е 1570 km². Към 2020 г. населението на окръга е 9 591. Административен център е град Маунд Сити,  а най-населеният му град е Плезънтън. Окръгът е кръстен на Луис Ф. Лин , американски сенатор от Мисури.

## История
В продължение на много хилядолетия Големите равнини на Северна Америка са били обитавани от номадски индианци. От 16-ти до 18-ти век Кралство Франция претендира за собственост върху големи части от Северна Америка. През 1762 г., след френско-индийската война, Франция тайно отстъпва Нова Франция на Испания, съгласно Договора от Фонтенбло.
През 1802 г. Испания връща по-голямата част от земята на Франция, но запазва правото на собственост върху около 7500 квадратни мили. През 1803 г. по-голямата част от земята за съвременен Канзас е придобита от Съединените щати от Франция като част от покупката на Луизиана от 828 000 квадратни мили за 2,83 цента на акър.

## География
Според Бюрото за преброяване на населението на САЩ, окръгът има обща площ от 606 квадратни мили (1 570 km 2), от които 594 квадратни мили (1 540 km 2) са земя и 12 квадратни мили (31 km 2) (2,0%) са вода.

## Съседни окръзи
- Окръг Маями (север)
- Окръг Бейтс, Мисури (изток)
- Окръг Върнън, Мисури (югоизток)
- Окръг Бърбън (юг)
- Окръг Алън (югозапад)
- Окръг Андерсън (запад)
- Окръг Франклин (северозапад)